# Šternberský palác ve Vídni
Šternberský palác ve Vídni (německy Palais Sternberg) je klasicistní šlechtický palác ve 3. vídeňském městském okrese Landstrasse. Stojí v ulici Ungargasse č. 43, jako jediný dochovaný palác v této ulici.

## Dějiny

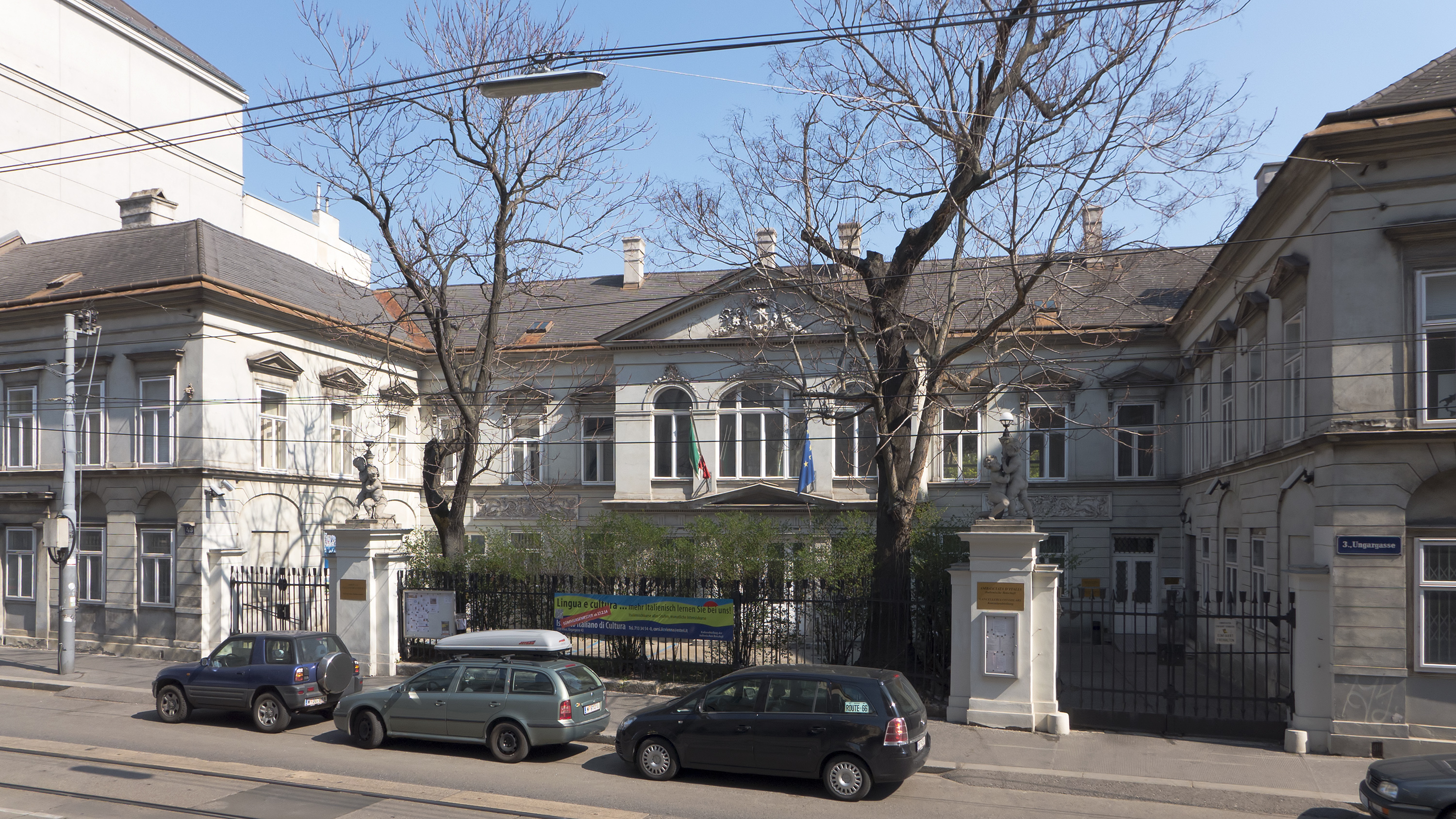
Šternberský palác

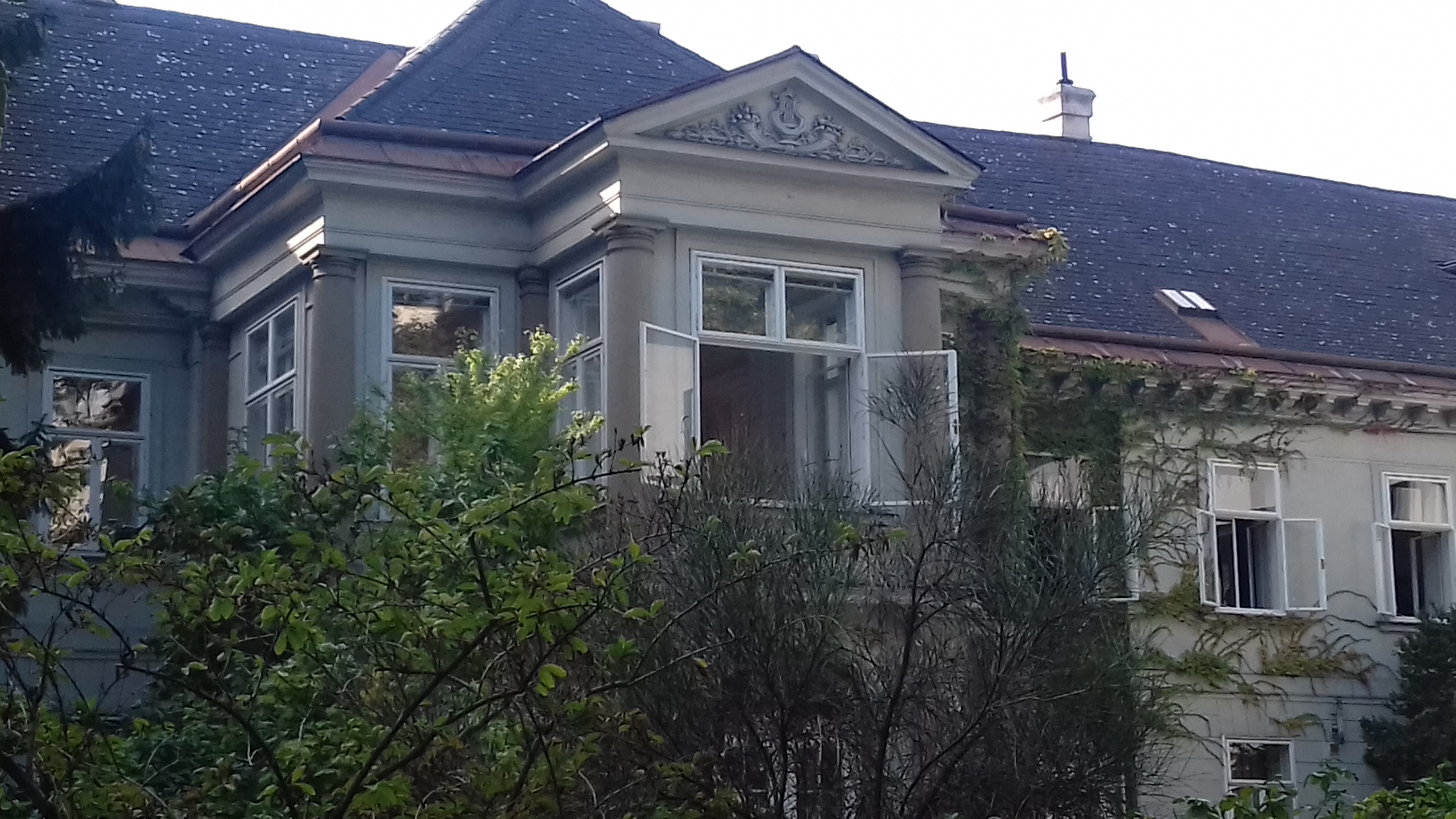
Zahradní průčelí paláce

Šternberský palác byl postaven jako klasicistní předměstský palác v letech 1820 až 1821 podle návrhu, který je přičítán pařížskému architektovi Charlesovi de Moreau. Stavbu realizoval Karl Ehmann.
V roce 1870 palác získal český šlechtický rod Šternbergů, podle kterého nese svůj dnešní název a také hvězdu (německy Stern) v „mluvícím“ erbu na hlavním průčelí.
Ve 30. letech 20. století se Šternberský palác stal majetkem italského státu a v současné době zde sídlí italské velvyslanectví a Italský kulturní institut.